# Ctenochiton inclusus
Ctenochiton inclusus är en insektsart som beskrevs av Green 1930. Ctenochiton inclusus ingår i släktet Ctenochiton och familjen skålsköldlöss. Inga underarter finns listade i Catalogue of Life.